# Eucalyptus youmanii
Eucalyptus youmanii är en myrtenväxtart som beskrevs av William Faris Blakely och Mckie. Eucalyptus youmanii ingår i släktet Eucalyptus och familjen myrtenväxter. Inga underarter finns listade i Catalogue of Life.